# Белоопашат космест опосум
Белоопашатият космест опосум (Caluromys philander) e вид опосум от семейство Didelphidae.

## Разпространение
Белоопашатият космест опосум обитава тропическите гори на Боливия, Бразилия, Френска Гвиана, Гвиана, Суринам, Тринидад и Тобаго, Венецуела и прилежащите Антилски острови. Среща се на надморска височина до 1800 m. Този вид обикновено обитава горските райони с вечнозелена и листопадна дървесна растителност. Представителите са предимно дървесни.

## Хранене
Представителите на вида са всеядни. Хранят се с плодове, семена, листа, меки зеленчуци, насекоми, други дребни безгръбначни и евентуално мърша.